# Панкратов, Борис Михайлович
Борис Михайлович Панкратов (1926—2003) — советский учёный и педагог в области тепловой защиты космических аппаратов и истории освоения космического пространства и ракетно-космической техники, доктор технических наук (1970), профессор (1970), действительный член Российской академии космонавтики имени К. Э. Циолковского (1992). Лауреат Государственной премии СССР (1984). Заслуженный деятель науки Российской Федерации (1996).

## Биография
Родился 24 апреля 1926 года в селе Новины, Приозёрского района Архангельской области в крестьянской семье.

### Участие в Великой Отечественной войне
С 1943 года призван в ряды РККА и направлен в ряды действующей армии на фронт Великой Отечественной войны. С 1945 года участник Советско-японской войны в составе 42-го пушечного артиллерийского полка РГК 2-й армии в должности вычислителя 1-й артиллерийской батареи 1-го дивизиона, воевал на 2-м Дальневосточном фронте.

### Образование и начало деятельности
С 1951 по 1956 год обучался на факультете летательных аппаратов Московского авиационного института имени Серго Орджоникидзе. С 1956 по 1959 год на научно-исследовательской работе в Институте атомной энергии Академии наук СССР под руководством И. В. Курчатова в должностях: инженера, инициатора создания и первого руководителя тепловой лаборатории по испытаниям тепловыделяющих элементов ядерных реакторов.

### В МАИ и участие в Космической программе
С 1962 года после окончания аспирантуры и защиты учёной степени кандидат технических наук на научно-педагогической работе в Московском авиационном институте имени Серго Орджоникидзе в должностях: преподаватель и старший преподаватель, с 1964 по 1974 год — доцент и руководитель Научной лаборатории, которая занималась проектированием тепловой защиты для различных видов многоразовых транспортных космических систем, а так же моделированием диагностики и тепловых режимов для материалов ракетно-космической техники. С 1974 по 1987 год — заместитель заведующего кафедрой и декан аэрокосмического факультета МАИ. Под руководством и при непосредственном участии Б. М. Панкратова развивались исследования в области экспериментальной отработке тепловых процессов и тепловой защиты космических аппаратов, он являлся одним из инициаторов вопросов связанных с историей освоения космического пространства и ракетно-космической техники.
В 1970 году Б. М. Панкратов защитил диссертацию на соискание учёной степени доктор технических наук и в этом же году ему было присвоено учёное звание профессор. С 1974 по 1991 год — член Президиума Федерации космонавтики СССР. В 1992 году был избран — действительным членом Российской академии космонавтики имени К. Э. Циолковского. Б. М. Панкратов являлся автором свыше двухсот научных трудов в области космической проблематике, под его руководством было подготовлено более двадцати кандидатских и три докторских диссертаций.
7 ноября 1984 года Постановлением ЦК КПСС и СМ СССР «За цикл работ по тепловым режимам космических аппаратов, выполненный в Московском авиационном институте» Б. М. Панкратов был удостоен Государственной премии СССР.
2 мая 1996 года Указом Президента России «За заслуги перед государством, большой вклад в становление и развитие пилотируемой космонавтики» Б. М. Панкратову было присвоено почётное звание Заслуженный деятель науки Российской Федерации.
Скончался 25 марта 2003 года в Москве, похоронен на Даниловском кладбище.

## Награды
- Орден Отечественной войны 2-й степени (06.04.1985)[8]
- Орден Трудового Красного Знамени (1980)
- Медаль «За боевые заслуги» (12.09.1945)[9]
- Медаль «За победу над Германией в Великой Отечественной войне 1941—1945 гг.» (1945)
- Медаль «За победу над Японией» (1945)

### Звания
- Заслуженный деятель науки Российской Федерации (1996 — «За заслуги перед государством, большой вклад в становление и развитие пилотируемой космонавтики»)[6]

### Премии
- Государственная премия СССР (7.11.1984 — «За цикл работ по тепловым режимам космических аппаратов, выполненный в Московском авиационном институте»)[3][5]
- две Премии МАИ (1984 — «за цикл работ по созданию искусственных спутников Земли серии „Искра“» и 1988 — «за комплекс научно-исследовательских работ выполненных в 1982—1986 годах»)[5]